# Чжунсяо-Фусин (станция метро)
«Чжунсяо-Фусин» (англ. Zhongxiao Fuxing; кит. 忠孝復興) — пересадочный узел Тайбэйского метрополитена, связывающий линии Баньнань и Вэньху. Находится на территории района Даань в Тайбэе. Станция «Чжунсяо-Фусин» линии Вэньху была открыта 28 марта 1996 года. Располагается между станциями «Восточная Нанкинская улица» и «Даань». Станция «Чжунсяо-Фусин» линии Баньнань располагается между станциями «Чжунсяо-Дуньхуа» и «Чжунсяо-Синьшэн». Была открыта 24 декабря 1999 года в составе участка Наньган линии Баньнань.

## Техническая характеристика
Станция «Чжунсяо-Фусин» линии Вэньху — эстакадная с боковыми платформами. Для перехода на противоположную платформу оборудован мостик над путями.
Станция «Чжунсяо-Фусин» линии Баньнань — однопролётная с островной платформой. Переход на линию Вэньху находится в западном конце зала. На станции есть пять выходов. Четыре выхода оснащены эскалаторами. Станция оборудована платформенными раздвижными дверьми.